# Musikåret 1895

## Händelser
- 12 januari – Wilhelm Stenhammars Stråkkvartett nr 1 i C-dur, op. 2 uruppförs i Vetenskapsakademiens hörsal, Stockholm av Aulinska kvartetten.[1]
- 10 augusti – Den första promenadkonserten hålls på Queen's Hall i London.
- 13 december – Gustav Mahlers Symfoni nr 2 har premiär i Berlin.

## Årets sångböcker och psalmböcker
- Alice Tegnér, Sjung med oss, Mamma! 3

## Publicerad musik
- Sockerbagaren av Alice Tegnér.

## Födda
- 1 februari – Art Gillham, amerikansk pianist, sångare och kompositör, känd som The Whispering Pianist.
- 14 maj – Marianne Mörner (död 1977), svensk konstnär och operasångare.
- 10 juli – Carl Orff, tysk tonsättare.
- 8 oktober – Viking Dahl (död 1945), svensk kompositör, målare och författare
- 24 oktober – John Norrman (död 1979), svensk tonsättare.
- 16 november – Paul Hindemith, tysk kompositör.
- 27 november – Nico Dostal, österrikisk tonsättare.

## Avlidna
- 10 januari – Benjamin Godard, 45, fransk tonsättare.
- 21 maj – Franz von Suppé, 76, österrikisk kompositör.
- 19 juli – Gustav Engel, 71, tysk musikolog.